# Amasjaure (Gällivare socken, Lappland, 746514-166745)
Amasjaure är en sjö i Gällivare kommun i Lappland och ingår i Luleälvens huvudavrinningsområde. Sjön har en area på 0,678 kvadratkilometer och ligger 461 meter över havet. Amasjaure ligger i Sjaunja Natura 2000-område. Sjön avvattnas av vattendraget Amasjåkkå.

## Delavrinningsområde
Amasjaure ingår i det delavrinningsområde (746475-166689) som SMHI kallar för Utloppet av Amasjaure. Medelhöjden är 470 meter över havet och ytan är 2,32 kvadratkilometer. Räknas de 3 avrinningsområdena uppströms in blir den ackumulerade arean 20,13 kvadratkilometer. Amasjåkkå som avvattnar avrinningsområdet har biflödesordning 4, vilket innebär att vattnet flödar genom totalt 4 vattendrag innan det når havet efter 267 kilometer. Avrinningsområdet består mestadels av skog (45 procent) och sankmarker (26 procent). Avrinningsområdet har 0,68 kvadratkilometer vattenytor vilket ger det en sjöprocent på 29,3 procent.